# الإخطار بالدفع
الإخطار بالدفع (بالإنجليزية: Dunning) هي عملية التواصل المنتظم مع العملاء لضمان تحصيل الحسابات المدينة. 
تطورت وسائل التواصل من رسائل التذكير اللطيفة إلى خطابات أقرب ما تكون إلى خطابات التهديد؛ حيث أصبحت الحسابات متأخرة السداد. ينظم قانون كل دولة الشكل الذي تجري به عملية الإخطار بالدفع. بوجه عام، يحظر القانون مضايقة المستهلكين أو تهديدهم، ولكن من المقبول إصدار رسائل تذكير شديدة اللهجة واتخاذ جميع خيارات التحصيل المسموح بها.
يرجع تاريخ الكلمة الإنجليزية (dunning) إلى القرن السابع عشر وهي مشتقة من الفعل dun ومعناه "يطلب بإلحاح"، أي طلب دفع الدين.
كذلك، يشير مصطلح الإخطار بالدفع إلى عملية التواصل المنتظم مع الأفراد لضمان اتخاذ الإجراءات المطلوبة المحددة. يأتي هذا الإخطار بعد عملية مشابهة للتطور بداية من رسائل التذكير اللطيفة إلى خطابات أشبه ما تكون إلى خطابات التهديد عند اقتراب تاريخ الاستحقاق أو اجتيازه. كثيرًا ما تستخدم الشركات عملية الإخطار الآلي بالدفع لتذكير موظفيها بالأنشطة أو الإجراءات المحددة التي من المتوقع اتخاذها في تاريخ معين. تشمل الأمثلة على ذلك رسائل التذكير الآلية لتقديم تقييم الأداء والتدريب الإلزامي وغيره. قد تبدأ العملية بخطاب في وقت مبكر يشير إلى قرب تاريخ الاستحقاق. عادة ما تصبح الخطابات شديدة اللهجة عند آخر موعد أو اجتيازه.